# Шлях до серця
«Шлях до серця» — радянський художній фільм 1970 року, знятий на Кіностудії ім. О. Довженка.

## Сюжет
Професор Андрій Приходько працює над проблемою трансплантації серця. В один з радісних днів доктор вирішує налагодити своє особисте життя і зробити пропозицію коханій жінці Валентині. Однак син, який важко переніс смерть матері, проти одруження батька. Розуміючи складність ситуації, Валентина розлучається з улюбленим другом. Приходько знаходить в собі сили впоратися з депресією і готується до першої операції з пересадки серця.

## У ролях
- Микола Маруфов — Андрій Приходько, професор
- Нінель Мишкова — Валентина Зоріна, журналістка/мадам Жакіно
- Юрій Лавров — Степан Карлович Майзель, професор, член вченої ради
- Степан Олексенко — Мовчан, член вченої ради
- Ганна Ніколаєва — Нонна Михайлівна, член вченої ради
- Олександр Ануров — Федір Федорович, член вченої ради
- Володимир Олексієнко — Максим Якович, хворий
- Павло Кормунін — Михайло Герасимович, хворий
- Павло Панков — Григорій Петрович, хворий
- Леонід Данчишин — лікар-ординатор
- Лев Перфілов — лікар-ординатор
- Людмила Сосюра — Хоменко, лікар-ординатор
- Мальвіна Швідлер — лікар-ординатор
- Володимир Бабієнко — Сергій Приходько, син Андрія
- Людмила Фантаз — Люда, дівчина Сергія
- Наталія Наум — мати Шурика
- Володимир Пугачов — Шурик Соломка
- Костянтин Степанков — Джон Берроуз
- Сільвія Сергейчикова — Ханка
- Світлана Кондратова — медсестра
- Наталія Кандиба — Наталія Іллівна
- Володимир Ковальський — Валентин Ковальський
- Любов Комарецька — Єфросинія Семенівна
- Олександр Райданов — директор клубу
- Олександра Смолярова — епізод
- Сергій Філімонов — епізод
- Євген Шах — Ігор

## Знімальна група
- Режисер — Віктор Івченко
- Сценарист — Юрій Щербак
- Оператор — Олексій Прокопенко
- Композитор — Віталій Філіпенко
- Художник — Михайло Юферов